# ФК „Карпати“ (Лвов)
„Карпати“ (на украински: ТзОВ Клуб професійного футболу «Карпа́ти») е футболен клуб от град Лвов, Украйна.
Наименуван е на планинската система Карпати. Клубът е създаден през 1963 г.
Отборът най-често завършва в средата на таблицата на първенството. Играе домакинските си мачове на стазион Арена Лвов, който е планирано да приема мачове от Европейското първенство по футбол в Полша и Украйна през 2012 г.

## Предишни имена
| Години      | Име                                       |
| ----------- | ----------------------------------------- |
| 1963 – 1981 | „Карпати“                                 |
| 1981 – 1989 | „СКА-Карпати“ след сливане със „СКА“ Лвов |
| 1989 -      | „Карпати“                                 |

## Успехи

### Международни
- Купа на Слънцето:  (Испания)
  -  Носител (1): 2011

### СССР
- Купа на СССР по футбол:
  -  Носител (1): 1969
- Втора лига: (2 ниво)
  -  Победител (2): 1970, 1979
- Трета лига: (2 ниво)
  -  Победител (1): 1991
- Купа на Всесъюзния Спортен Комитет:
  -  Носител (1): 1975

### Украйна
- Украинска Премиер Лига:
  -  Бронзов медалист (2): 1998
- Купа на Украйна:
  -  Финалист (2): 1993, 1999

## Европейски турнири
Купа на УЕФА/Лига Европа
| Сезон     | Кръг     | Държава | Противник             | Домакинство | Гостуване | Общ рез.                |
| --------- | -------- | ------- | --------------------- | ----------- | --------- | ----------------------- |
| 1999 – 00 | 1-ви кв. |         | Хелсингбори           | 1 – 1       | 1 – 1     | 2 – 2 (2 – 4 сл. прод.) |
| 2010 – 11 | 2-ри кв. |         | КР Рейкявик           | 3 – 2       | 3 – 0     | 6 – 2                   |
| 2010 – 11 | 3-ти кв. |         | ФК Зестапони          | 1 – 0       | 1 – 0     | 2 – 0                   |
| 2010 – 11 | плей-офф |         | Галатасарай           | 1 – 1       | 2 – 2     | 3 – 3                   |
| 2010 – 11 | Група J  |         | Борусия (Дортмунд)    | 3 – 4       | 0 – 3     | 3 – 7                   |
| 2010 – 11 | Група J  |         | ПСЖ                   | 1 – 1       | 0 – 2     | 1 – 3                   |
| 2010 – 11 | Група J  |         | Севиля                | 0 – 1       | 0 – 4     | 0 – 5                   |
| 2011 – 12 | 3-ти кв. |         | Сейнт Патрикс Атлетик | 2 – 0       | 3 – 1     | 5 – 1                   |
| 2011 – 12 | плей-офф |         | ПАОК                  | 1 – 1       | 0 – 2     | 1 – 3                   |

Купа на носителите на купи
| Сезон     | Кръг            | Държава | Противник     | Домакинство | Гостуване | Общ рез. |
| --------- | --------------- | ------- | ------------- | ----------- | --------- | -------- |
| 1970 – 71 | Квалификационен |         | Стяуа Букурещ | 0 – 1       | 3 – 3     | 3 – 4    |
| 1993 – 94 | Квалификационен |         | ФК Шелборн    | 1 – 0       | 1 – 3     | 2 – 3    |